# 窄小寄居蟹
窄小寄居蟹（学名：Pagurus angustus）为寄居蟹科寄居蟹屬下的一个种。